# Steaming
Steaming is een Britse dramafilm uit 1985 onder regie van Joseph Losey.

## Verhaal
Zeven vrouwen ontmoeten elkaar in de sauna. Ze delen daar hun problemen. Violet tracht het badhuis draaiende te houden, terwijl het gemeentebestuur haar zaak wil sluiten. Nancy is een alleenstaande moeder geworden, nadat haar man ervandoor is gegaan. Sarah heeft geen man en kinderen. Hierdoor voelt ze mee met de eenzaamheid van Nancy. Samen met enkele andere vrouwen bedenken ze een plan om de sauna te behouden.

## Rolverdeling
| Acteur           | Personage         |
| ---------------- | ----------------- |
| Vanessa Redgrave | Nancy             |
| Sarah Miles      | Sarah             |
| Diana Dors       | Violet            |
| Patti Love       | Josie             |
| Brenda Bruce     | Mevrouw Meadows   |
| Felicity Dean    | Dawn Meadows      |
| Sally Sagoe      | Celia             |
| Anna Tzelniker   | Mevrouw Goldstein |